# 鎌田柳泓
鎌田 柳泓（かまた りゅうおう、宝暦4年1月1日（1754年1月23日） - 文政4年3月11日（1821年4月13日））は医師、石門心学の心学者である。諱は鵬、字は図南、通称は玄珠。柳泓は号であり、別号に曲肱庵がある。ヨーロッパでの進化論とは独立して、進化論を著書に残したとして紹介されることが多い。著書に『理学秘訣』（1816年）などがある。

## 来歴
1754年（宝暦4年）正月、紀伊国湯浅（現在の和歌山県有田郡湯浅町）の久保又右衛門の三男として誕生した。10歳で、母方の伯父である鎌田一窓の養子となり、京都に移り住んだ。一窓は医師であり、石田梅岩の直弟子の斎藤全門から教えを受けた心学者でもあった。柳泓は幼年時から一窓や梅岩の高弟であった富岡以直から心学を学び、江村北海から詩文を教授されるなど、充実した教育環境下で育った。還暦間近の1813年（文化10年）に『心学五則』を刊行した。

## 柳泓の進化論
遺著『心学奥の桟』（1816年稿、1822年刊）に「一種の草木変じて千草万木となり一種の禽獣虫魚変じて千万種の禽獣虫魚となるの説」が植物、動物の単一起源説を述べている。さらに人間についてもはじめは禽獣であったものが「展転変化」して人になったに違いないと明言している。これはダーウィンの『種の起源』（1859年）よりも早く出版されたと評価される。ただし、実証的考察の乏しさから、柳泓がダーウィンより早く進化論を構想したとは言えない。
柳泓はマツなどの樹木の種が土地によって少しずつ違いのあることや、当時流行したアサガオが品種改良されて、多くの品種が作られたことや、外国産の犬と和犬の交雑によって新しい品種が生まれたことからこの説に至ったとされる。

## 関連書
- 『本邦最初の経験的心理学者としての鎌田鵬の研究』中興館, 1940